# آدریانو (بازیکن فوتبال، زاده می ۱۹۸۷)
آدریانو (انگلیسی: Adriano؛ زادهٔ ۲۹ مهٔ ۱۹۸۷) بازیکن فوتبال اهل برزیل است.
از باشگاه‌هایی که در آن بازی کرده‌است می‌توان به باشگاه فوتبال سانتوس، باشگاه فوتبال گرمیو، و باشگاه ورزشی ویتوریا اشاره کرد.
وی همچنین در تیم ملی فوتبال زیر ۱۷ سال برزیل بازی کرده‌است.